# Ministero della giustizia (Corea del Sud)
Il ministero della giustizia della Corea del Sud (MOJ) è un ministero a livello di gabinetto che sovrintende agli affari della giustizia, guidato dal ministro della giustizia. È responsabile dell'azione penale, della condanna, del controllo dell'immigrazione e della protezione dei diritti umani.
È stato istituito il 17 luglio 1948 (1 ufficio, 4 uffici e 21 divisioni) con l'istituzione del governo coreano.